# ミハエラ・ブザルネスク
ミハエラ・ブザルネスク（Mihaela Buzărnescu, 1988年5月4日 - ）は、ルーマニア・ブカレスト出身の女子プロテニス選手。これまでにWTAツアーでシングルス1勝、ダブルス1勝を挙げている。自己最高ランキングはシングルス20位、ダブルス24位。身長175cm、体重59kg。左利き、バックハンド・ストロークは両手打ち。29歳で4大大会に初出場を果たした遅咲きの選手。

## 来歴
5歳からテニスを始め2004年にプロに転向。しかしなかなかランキングを上げることが出来ずITFサーキットでの下積みが続いた。
4大大会では2017年全米オープンで予選を勝ち上がり初出場した。1回戦で第5シードのキャロライン・ウォズニアッキに 1–6, 5–7 で敗れた。11月の下部大会、東京の安藤証券オープンで準優勝、豊田のダンロップワールドチャレンジテニストーナメントで優勝し、シングルスランキングで2016年最終ランキングの351位から2017年最終ランキング72位まで大幅にアップさせた。
2018年2月のカタール・トータル・オープンでは2回戦で当時6位のエレナ・オスタペンコを 6–1, 6–3 で破り初めてトップ10選手に勝利した。5月のストラスブール国際のダブルスでラルカ・オラルと組んでWTAツアー初優勝を果たした。
2018年全仏オープンでは第31シードに選ばれた。シードを守って3回戦に進出し第4シードのエリナ・スビトリナを 6–3, 7–5 で破り4回戦に進出した。4回戦でマディソン・キーズに 1–6, 4–6 で敗れた。8月のサンノゼ大会の決勝でマリア・サッカリを 6–1, 6–0 で圧倒しシングルス初優勝を果たした。

## WTAツアー決勝進出結果

### シングルス: 3回 (1勝2敗)
| 大会グレード                  |
| ----------------------------- |
| グランドスラム (0–0)          |
| WTAファイナルズ (0–0)         |
| プレミア・マンダトリー (0–0)  |
| プレミア5 (0-0)               |
| WTAエリート・トロフィー (0-0) |
| プレミア (1–0)                |
| インターナショナル (0–2)      |

| 結果   | No. | 決勝日        | 大会     | サーフェス | 対戦相手             | スコア        |
| ------ | --- | ------------- | -------- | ---------- | -------------------- | ------------- |
| 準優勝 | 1.  | 2018年1月13日 | ホバート | ハード     | エリーズ・メルテンス | 1–6, 6–4, 3–6 |
| 準優勝 | 2.  | 2018年4月14日 | プラハ   | クレー     | ペトラ・クビトバ     | 6–4, 2–6, 3–6 |
| 優勝   | 1.  | 2018年8月5日  | サンノゼ | ハード     | マリア・サッカリ     | 6–1, 6–0      |

### ダブルス: 4回 (1勝3敗)
| 結果   | No. | 決勝日        | 大会           | サーフェス | パートナー               | 対戦相手                                        | スコア      |
| ------ | --- | ------------- | -------------- | ---------- | ------------------------ | ----------------------------------------------- | ----------- |
| 準優勝 | 1.  | 2018年5月4日  | プラハ         | クレー     | リジア・マロザワ         | ニコール・メリチャー クベタ・ペシュケ           | 4–6, 2–6    |
| 優勝   | 1.  | 2018年5月26日 | ストラスブール | クレー     | ラルカ・オラル           | ナディヤ・キチェノク アナスタシア・ロディオノワ | 7–5, 7–5    |
| 準優勝 | 2.  | 2018年6月17日 | ノッティンガム | 芝         | ヘザー・ワトソン         | アリシア・ロソルスカ アビゲイル・スピアーズ     | 3–6, 6–7(5) |
| 準優勝 | 3.  | 2018年6月30日 | イーストボーン | 芝         | イリーナ＝カメリア・ベグ | ガブリエラ・ダブロウスキー 徐一幡               | 3–6, 5–7    |

## 4大大会シングルス成績
略語の説明
| W | F | SF | QF | #R | RR | Q# | LQ | A | Z# | PO | G | S | B | NMS | P | NH |

W=優勝, F=準優勝, SF=ベスト4, QF=ベスト8, #R=#回戦敗退, RR=ラウンドロビン敗退, Q#=予選#回戦敗退, LQ=予選敗退, A=大会不参加, Z#=デビスカップ/BJKカップ地域ゾーン, PO=デビスカップ/BJKカッププレーオフ, G=オリンピック金メダル, S=オリンピック銀メダル, B=オリンピック銅メダル, NMS=マスターズシリーズから降格, P=開催延期, NH=開催なし.
| 大会           | 2011 | 2012 | 2013 | 2014 | 2015 | 2016 | 2017 | 2018 | 2019 | 通算成績 |
| -------------- | ---- | ---- | ---- | ---- | ---- | ---- | ---- | ---- | ---- | -------- |
| 全豪オープン   | A    | LQ   | A    | A    | A    | A    | LQ   | 1R   | 1R   | 0–2      |
| 全仏オープン   | A    | LQ   | A    | A    | A    | A    | A    | 4R   | 1R   | 3–2      |
| ウィンブルドン | A    | LQ   | A    | A    | A    | A    | LQ   | 3R   | 2R   | 3–2      |
| 全米オープン   | LQ   | LQ   | A    | A    | LQ   | A    | 1R   | A    | 1R   | 0–2      |